# Nadzhafkend
Nadzhafkend är en ort i Azerbajdzjan.   Den ligger i distriktet Qusar Rayonu, i den nordöstra delen av landet, 190 km nordväst om huvudstaden Baku. Nadzhafkend ligger 720 meter över havet och antalet invånare är 341.
Terrängen runt Nadzhafkend är varierad. Närmaste större samhälle är Piral, 7,8 km öster om Nadzhafkend.
Omgivningarna runt Nadzhafkend är en mosaik av jordbruksmark och naturlig växtlighet. Runt Nadzhafkend är det ganska glesbefolkat, med 48 invånare per kvadratkilometer.